# Génia Vaury
Eugénie-Marie-Elisabeth Vaury dite Génia Vaury, née le 1er mai 1909 à Paris 12e et morte le 1er avril 1960 à Paris 15e, est une actrice française.

## Filmographie
- 1935 : La Bandera de Julien Duvivier
- 1936 : Club de femmes de Jacques Deval
- 1936 : Jenny de Marcel Carné : la jeune femme au chien
- 1936 : La Maison d'en face de Christian-Jaque
- 1936 : Mister Flow de Robert Siodmak
- 1936 : Sept hommes, une femme d'Yves Mirande et René Guissart
- 1936 : Toi, c'est moi de René Guissart
- 1936 : 27, rue de la Paix de Richard Pottier
- 1937 : Abus de confiance d'Henri Decoin : l'infirmière
- 1937 : L'Alibi de Pierre Chenal
- 1937 : La Danseuse rouge de Jean-Paul Paulin
- 1937 : Êtes-vous jalouse ? d'Henri Chomette : Suzanne Muscadet
- 1937 : Prince de mon cœur de Jacques Daniel-Norman
- 1937 : La Tour de Nesle de Gaston Roudès : la princesse Blanche
- 1937 : Un scandale aux Galeries de René Sti
- 1937 : Un soir à Marseille de Maurice de Canonge : une fille
- 1938 : La Marseillaise de Jean Renoir : une suivante
- 1938 : Les Deux Combinards de Jacques Houssin : Mme Barisard
- 1938 : La Tragédie impériale de Marcel L'Herbier : Nadia
- 1938 : Entente cordiale de Marcel L'Herbier : Mme de Lormes
- 1938 : L'Entraîneuse d'Albert Valentin : une entraineuse
- 1938 : La Fin du jour de Julien Duvivier
- 1938 : Hôtel du Nord de Marcel Carné : l'infirmière
- 1938 : J'étais une aventurière de Raymond Bernard
- 1938 : Katia de Maurice Tourneur : l'impératrice Eugénie
- 1938 : La Maison du Maltais de Pierre Chenal : la patronne de la rue des Cadis
- 1938 : Noix de coco de Jean Boyer
- 1938 : Le Roman de Werther de Max Ophüls : une fille
- 1938 : Trois Valses de Ludwig Berger : l'actrice jouant l'Impératrice
- 1939 : La Charrette fantôme de Julien Duvivier : la salutiste
- 1939 : Coups de feu de René Barberis
- 1939 : L'Émigrante de Léo Joannon : Mme Vermeersh
- 1939 : Fric-Frac de Maurice Lehmann et Claude Autant-Lara : la grande Marie
- 1939 : Jeunes Filles en détresse de Georg-Wilhelm Pabst
- 1939 : Untel père et fils de Julien Duvivier (n'apparaît pas dans les copies actuellement visibles)
- 1942 : Les Inconnus dans la maison d'Henri Decoin : Laurence Rogissart
- 1942 : Mademoiselle Béatrice de Max de Vaucorbeil : Mme Philippon
- 1942 : Port d'attache de Jean Choux : Françoise
- 1947 : Si jeunesse savait d'André Cerf : Clairette